# Frédéric Mendy (Fußballspieler, 1988)
Frédéric Mendy (* 18. September 1988 in Paris) ist ein französisch-guinea-bissauischer Fußballspieler.

## Karriere

### Verein
Seinen ersten Vertrag unterschrieb Frédéric Mendy 2009 beim Évreux FC 27 in Évreux in der Normandie. 2010 wechselte er zum Étoile FC. Der Verein spielte in der ersten Liga von Singapur, der S. League. Dem Verein gehörten hauptsächlich französische Spieler an. Mit dem Verein wurde er Meister der Liga. 2011 wechselte er zum Ligakonkurrenten Home United. Mit Home gewann er 2011 den Singapore Cup. Im Endspiel besiegte man Albirex Niigata mit 1:0. 2013 ging er wieder nach Europa. Hier schloss er sich in Portugal dem GD Estoril Praia aus Estoril an. Von Mitte 2013 bis Mitte 2014 wurde er an den Moreirense FC ausgeliehen. Mit dem Club aus Moreira de Cónegos wurde er Meister der Segunda Liga. União Madeira lieh ihn die Saison 2014/2015. Hier wurde er mit dem Club Vizemeister der Segunda Liga. Mitte 2016 ging er wieder nach Asien, wo er sich in Südkorea Ulsan Hyundai aus Ulsan anschloss. Nach sechs Monaten wechselte er zu Jeju United nach Seogwipo. 2017 belegte er mit dem Club den Zweiten Platz der K League Classic. Der thailändische Verein Bangkok Glass aus der Hauptstadt Bangkok nahm ihn Anfang 2018 unter Vertrag. Der Club spielte in der höchsten Liga des Landes, der Thai League. Nach der Hinserie verließ er Bangkok und ging wieder nach Portugal. Hier unterzeichnete er einen Vertrag bei Vitória Setúbal. Der Club aus Setúbal spielt in der Primeira Liga, der höchsten Liga des Landes. Von April 2019 bis Mai 2021 fiel er dann wegen einer Verletzung aus und kam erst wieder in den folgenden Aufstiegsspielen zum Einsatz, wo er in sechs Partien zweimal traf.

### Nationalmannschaft
Frédéric Mendy spielt seit 2016 für die guinea-bissauische A-Nationalmannschaft. Sein Länderspieldebüt gab er am 4. Juni 2016 in einem Afrika-Cup-Qualifikationsspiel gegen Sambia (3:2) im Estádio Lino Correia in Bissau, wo er auch sofort einen Treffer erzielen konnte.

## Erfolge
Etoile FC
- S. League: 2010
- Singapore League Cup: 2010

Home United
- Singapore Cup: 2011

Moreirense FC
- Segunda Liga: 2013/2014

## Auszeichnungen
S. League
- Torschützenkönig: 2010 (Étoile FC/21 Tore)
- Torschützenkönig: 2012 (Home United/20 Tore)